# Карлик (фильм)
«Карлик» (варианты перевода: «Роковая любовь», «Нехорошая любовь») — итальянский художественный фильм. Снят в 1982 году режиссёром Эрипрандо Висконти, племянником Лукино Висконти. Жанр — эротическая драма.

## Сюжет
История разворачивается на севере Италии во время Первой мировой войны. Марчелло (Джимми Бриско) богат, его родители землевладельцы. Он живёт в фешенебельном особняке, принадлежащем его отцу, синьору Джанмарко. Марчелло доступно многое, но есть одна вещь, которую он не в силах изменить — врождённое уродство. Он карлик. В его семье очень стесняются этого и держат его отдельно, что только обостряет его одиночество. В особняке семьи аристократов размещён госпиталь Красного Креста, в который привозят раненых солдат с передовой. Марчелло помогает в работе госпиталя, но бедняге достаётся даже от вернувшихся с войны солдат-инвалидов, из-за своей непригодности к военной службе.
Однако мирная жизнь постепенно налаживается, и Марчелло влюбляется в Марию (Натали Нелль), проститутку из соседнего публичного дома. Он не подозревает, что у неё уже есть постоянный ухажёр, Чезаре (Антонио Марсина), который задумал ограбить и убить несчастного карлика. Все в округе считают Марчелло и Чезаре друзьями. Мария, читая на картах таро, предвидит опасность, грозящую Марчелло. В результате ей удаётся спасти ему жизнь, однако расплатой становится её собственное благополучие, о чём карты не смогли предупредить её.

## В ролях
- Джимми Бриско — карлик
- Натали Нелль — Мария
- Антонио Марсина — Чезаре
- Ремо Джироне — однорукий
- Серена Гранди -
- Моника Скаттини
- Леопольдо Триесте
- Элизабет Каза
- Дэвид Брэндон
- Рената Заменго
- Леонардо Тревильо